# 서울고일초등학교
서울고일초등학교는 대한민국 서울특별시 강동구 상일동에 있는 공립 초등학교이다.

## 학교 연혁
- 1984년 5월 6일 서울고일국민학교 개교(783명 구천국교에서 분리 수용)
- 1985년 7월 2일 전 교실 VTR 설치(51교실)
- 1995년 10월 20일 전 교실 가스 난방 공사
- 1995년 11월 15일 급식시설 설치 완료
- 1996년 3월 1일 현재 교명으로 개칭
- 1997년 3월 18일 TV 16대 구입(30인치)
- 1997년 4월 14일 컴퓨터 2대 프린터 2대 구입
- 1997년 5월 27일 사물함 557대 구입
- 1997년 8월 8일 컴퓨터(586) 41대 구입
- 2006년 1월 30일 과학실 현대화 리모델링
- 2008년 6월 25일 제2과학실 준공, 교실 냉난방 시설 설치
- 2010년 2월 26일 고일 돌봄교실 준공
- 2012년 3월 12일 상담실 설치 운영
- 2012년 11월 28일 급식실 환경개선 사업
- 2012년 12월 17일 양치 및 손씻기 시설 설치
- 2015년 12월 14일 고일 체조부 창단
- 2016년 2월 19일 제32회 졸업식(151명, 총12,412명)
- 2016년 3월 1일 32학급 편성(특수학급 2학급)
- 2016년 3월 1일 선진형 학교운동부(기계체조) 운영
- 2017년 2월 17일 제33회 졸업식(124명, 총12,535명)
- 2017년 3월 1일 16학급 편성(특수학급 1학급)
- 2018년 2월 2일 제34회 졸업식(60명, 총12,595명)
- 2018년 3월 1일 고덕주공 아파트 재건축으로 휴교
- 2019년 9월 1일 서울고일초등학교 재개교 및 병설유치원 개원(교육과정3, 유아특수1)
- 2019년 9월 1일 제11대 조영범 교장 취임
- 2019년 9월 1일 10학급 편성(특수학급 2학급 포함)
- 2019년 10월 15일 교내 미세먼지 신호등 설치
- 2019년 10월 29일 43개교실 비품 배치(책걸상,사물함,신발장,교사용책걸상 등)
- 2019년 11월 28일 식생활교육관 식탁 추가 배치(총 600석)
- 2020년 2월 3일 CCTV 열람장소 설치(교무실, 보안관실)
- 2020년 2월 7일 제35회 졸업식(3명, 총12,598명)
- 2020년 2월 25일 과학실(2실),음악실(2실),영어실,상담실 컴퓨터 및 TV 설치, 32개 일반교실 컴퓨터, TV 설치
- 2020년 3월 1일 38학급 편성(특수 1학급 포함), 병설유치원 4학급 편성(특수 1학급 포함)
- 2020년 4월 24일 상자 텃밭 설치 및 모종 심기(강동구청 지원)
- 2020년 5월 18일 식생활교육관 비말 방지 가림판 설치
- 2020년 5월 19일 열화상카메라 설치ㆍ운영
- 2020년 6월 15일 담장 펜스 설치 완료(자이아파트 쪽)
- 2022년 3월 1일 총 66학급 편성

## 참고 자료
- 서울고일초등학교 - 한국교육학술정보원 학교알리미